# Chenotrechus parvulus
Chenotrechus parvulus (лат.) — вид пещерных жуков-трехин, единственный представитель монотипического рода Chenotrechus из семейства жужелицы (Carabidae). Эндемик Китая. Название вида указывает на его небольшой размер. Родовое название образовано от двух слов, «Chen» + Trechus (типовой род) и посвящается покойному профессору Шоуцзянь Чену (Shoujian Chen, SCAU), одному из колеоптерологов и пионеров карабидологии в Китае.

## Распространение
Китай (Гуанси). Известен только из пещеры под названием Xiniuyan (в Laibin Shi).

## Описание
Слепые троглобионты с длинными 11-члениковыми усиками и тонкими ногами. Длина 4,3—4,8 мм; ширина 1,3—1,4 мм. Тело жёлтое до коричневого, но усики, ротовые органы, пальпы и лапки бледные; умеренно блестящее; голова с несколькими редкими волосками на щеках, переднеспинка и надкрылья голые; вентриты покрыты коротким опушением; микроскульптурные гравированные сетки умеренно поперечные на голове и переднеспинке, нерегулярные или отсутствующие на надкрыльях; передняя часть тела значительно короче надкрылий.
Chenotrechus — это первый адаптированный к пещерам род Trechini, зарегистрированный в центральной части Гуанси-Чжуанского автономного района. Существует большой географический разрыв от других пещерных жуков Trechini, известных в Гуанси. Например более 150 км от карста Дуань, где обнаружен род Dongodytes Deuve, 1993 (где встречаются также Xuedytes Tian & Huang, 2017, Libotrechus Uéno, 1998 и Uenotrechu  Deuve & Tian, 1999), и в 180 км от пещеры Чаотяньян в карсте Пингле, местонахождение Oodinotrechus (Pingleotrechus) yinae Sun & Tian, 2015. Chenotrechus не относится ни к одному из вышеупомянутых родов. Совокупность таких характеристик, как: передняя часть тела заметно короче надкрылий, неполная лобная борозда, маленький и короткий проторакс с опушенной проплеврой, надкрылья расширены кзади, неагрегированная плечевая группа маргинальных пор, удалённых от маргинального желоба, исчезнувшие полоски и апикальная полоска, а также протарсомеры, не измененные у самца, указывают на особое положение Chenotrechus среди китайской пещерной фауны Trechini. Вид был впервые описан в 2023 году китайскими энтомологами (Mingyi Tian, Sunbin Huang, Xinyang Jia; Department of Entomology, College of Plant Protection, South China Agricultural University, Гуанчжоу, Китай).